# Yoda
Yoda (Y. e. 896–Y. u. 4) kitalált szereplő a George Lucas által kitalált Csillagok háborúja univerzumában. A galaxis egyik legismertebb és legkedveltebb karaktere.
Valamennyi (Csillagok háborúja-) filmben szerepel, kivéve az Egy új reményt és a Star Wars: Az ébredő Erőt. Eredeti hangja Frank Oz volt (az előzmény trilógiában is). Az eredeti trilógiában és a Baljós árnyakban még bábfigura volt, mozgatását Frank Oz irányította, de a A klónok támadásában és a A Sithek bosszújában már számítógépes grafikával jelenítették meg (a blu-ray kiadásban az I. részben is számítógépes grafikára cserélték a bábot).
Yoda megjelenését eredetileg Stuart Freeborn brit sminkművész tervezte, aki Yoda arcát részben a saját, részben pedig Albert Einstein arcára alapozva készítette el. A Baljós árnyakban kissé újradolgozva, fiatalabb személyként jelenítették meg.
Az eredeti trilógia során A Birodalom visszavág című filmben szerepel először, mint egy ismeretlen Jedi mester, aki visszavonultan, a Dagobah bolygón él. Itt ő képezi ki Luke Skywalkert Jedi lovaggá. Az előzmény trilógiában mint Jedi mester képezi ki az ifjú Jedi-jelölteket. Igazából a filmek cselekményét követő alkotásokban tudhatunk meg többet az életéről. Békében és nyugalomban halt meg, miután Luke Skywalkert kitanította. Körülbelül 900 évet élt.
A Dagobah rendszer nem az anyabolygója, hanem oda vonult vissza száműzetésbe – a vágatlan rendezői változatban úgy mondja: "vezekelni" – miután (a harmadik részben) a Sith-ek ellencsapást mértek a lázadókra és majdnem teljesen kiirtották a Jedi rendet (A Sith-ek bosszúja).
Nevének eredete a héber „Yodeah” szó, mely annyit tesz: aki tud.

## Élete
Yoda, aki mindössze 66 cm magas volt, a Jedi Tanács egyik legtiszteltebb tagja. Yoda számtalan Jedi lovagot képzett ki az idők során. Ezek között a nevesebbek: Dooku gróf, Obi-Wan Kenobi (őt csak addig tanította, amíg Qui-Gon Jinn át nem vette tőle), Ki-Adi-Mundi és Luke Skywalker. Valójában azonban majdnem minden Jedinek a mestere, hiszen a Jedi Templomban ő tanította csoportosan a fiatalokat.
Yoda faja és származási bolygója ismeretlen, mivel George Lucas azt szándékosan titokban tartja. Az univerzumban Yoda fajából csak 2 egyedet láthattunk eddig, Yaddle-t a Baljós árnyakból és Grogut a The Mandalorianból.

### Baljós árnyak előtt
Yoda életéről a Baljós árnyak eseményei előtti időkből keveset lehet tudni. A különböző (legendák-beli) könyvek alapján, egyesek szerint, Yoda 50 évesen vált Jedi lovaggá, 100 évesen pedig Jedi mesterré. Yoda egyike volt azon Jedi mestereknek, akik a Chu'unthor nevű űrhajón vezették a mozgó Jedi Akadémiát kb. Y. e. 200-ban. Mikor a hajó lezuhant a Dathomir bolygón, Yoda a hajó információ adathordozóit az egyik helyi lakosra bízta, mondván neki, hogy egy nap eljön majd valaki, akinek szüksége lesz rá.

### Baljós árnyak
Y. e. 32-ben  Qui,Gon Mester egy Anakin Skywalker nevű fiatal rabszolgafiút hozott a Jedi Tanács színe elé, azt állítva, hogy ő a Kiválasztott, aki egyensúlyt fog hozni az Erőben és egyben arra kéri a Tanácsot, hogy engedélyezzék neki a fiú kitanítását, miután Obi-Wan elvégezte a próbákat, melyek a Jedi lovaggá váláshoz szükségesek (hiszen a Jedi Kódex szerint egy mesternek egyszerre csak egy tanítványa lehet). Yodának, aki a tanács legtöbb tagjának a mestere volt, és mint a Tanács legnagyobb tiszteletben levő tagja, komoly szerepe volt abban, hogy a testület elutasítsa a kérést. Yoda szerint a fiú sokat gondol az édesanyjára, s félelmek gyötrik, így pedig jövője ködbe burkolódzik.
Miután Qui-Gon Jinnt megölte a Sith Darth Maul, a Tanács újragondolta ezt a döntését, és engedélyezte a most már Jedi lovag Obi-Wan Kenobinak a fiú kitanítását. Yoda nem is értett egyet ezzel döntéssel. Egy lehetséges magyarázat szerint Yoda mindenesetre jobban bízott Kenobiban mint a lázongó természetű mesterében. Egy másik változat szerint Anakin Skywalker, azzal hogy elpusztította a droid vezérhajót, bizonyított a Tanácsnak és az ezek után úgy gondolta, hogy veszteség és hiba lenne (talán még veszélyes is), ha nem képeznének ki olyasvalakit, akivel ennyire vele van az Erő.

### A klónok támadása
A Köztársaságból egyre több rendszer lépett ki és csatlakozott az egykori Jedi Lovag: Dooku gróf által vezetett Konföderációhoz. Yoda és Mace Windu mesterek a megoldás eshetőségeit tárgyalták kancellárral. Yoda tisztán érezte a terjeszkedő sötétséget, ami egyre inkább homályba borította a jövőt. Közben a Szenátusban is súlyos viták tárgyát képezte a kérdés, hogy fölállítsanak-e egy állandó hadsereget, ami egyet jelentene a polgárháború kitörésével. E javaslat nagy ellenzője volt Padmé Amidala szenátornő is, s így mikor merényletet kíséreltek meg ellene, a Jedi Tanács maga foglalkozott a helyzettel. Yoda javaslatára a Padawan Anakin Skywalkerre bízták, mint első önálló feladatot, hogy kísérje el a szenátornőt vissza a Naboora és védje meg őt bármi áron. Obi-Wan Kenobi szerette a tanítványát, de úgy látta, hogy még nem elég felkészült: tisztában van az erejével és ez beképzeltté tette. Yoda közölte vele, hogy sajnos ez a probléma sok Jedinél előfordul, még az idősebbek és tapasztaltabbak között is. Yodát és Mace Windut megdöbbentette Obi-Wan jelentése, miszerint a kaminóiak már 10 éve készítenek egy klónhadsereget, Sifo-Dyas mester megrendelése alapján. Yoda és Windu mesterek belátták, hogy már nem tudnak úgy élni az Erő hatalmával mint eddig, de Yoda javaslatára ezt eltitkolták a Szenátus előtt, hisz akkor még több rendszer lépne ki a Köztársaságból.
Obi-Wan Geonosisi jelentése, és a Kancellár az állandó köztársasági hadsereg felállítására kiadott rendelete után, maga látogatott el a Kaminóra, hogy pontosan megismerhesse a helyzetet. Nem sokkal később Yoda vezetésével az egyik Klón Hadsereg megindította a támadást a Geonosis ellen – még épp időben, hogy kimentsék az arénából a még élő Jediket. Yoda, mikor látta, hogy a csata már eldőlt, maga is a főhangárba ment, hogy szembenézzen egykori Padavanjával: Dooku gróffal. Mivel az Erő hatalmával egyikük sem gyűrhette le a másikat, így fénykarddal való küzdelembe bocsátkoztak. Miután a gróf látta, hogy Yoda ellen nincs sok esélye, egy csellel biztosította a menekülését és elmenekült a bolygóról.
Bár a csatát megnyerték, a tény, hogy elkezdődött a Klónok Háborúja, mélységesen letörte Yodát.

### A Sith-ek bosszúja
Anakin tanácsot kér Yodától lidérces álmaival kapcsolatban. A mester azt mondja, ne kötődjön érzelmileg senkihez, s így nem érheti a lelkét sötétség. A klónok árulása alatt a Kashyyyk nevű bolygón csatázik a vukik oldalán. Mélységesen elszomorítja a tény, hogy a Köztársaság seregének elsődleges célja a Jedik kiirtása lett. A Coruscantra utazik. Utasítja Obi-Want a sith-té vált Anakin Skywalker megölésére, majd elindul megküzdeni Palpatine kancellárral, akiről kiderült, hogy valójában ő a sith nagyúr, Darth Sidius. A szenátus üléstermében párbajoznak, Yodának csak az utolsó pillanatban sikerül elmenekülnie. Ezután a Dagobah nevű bolygóra utazik.